# Загорський (Болгарія)
Заго́рський (болг. Загорски) — село в Кирджалійській області Болгарії. Входить до складу общини Кирково.

## Населення
За даними перепису населення 2011 року у селі проживали 43 особи.
Національний склад населення села:
| Національність   | Кількість осіб | Відсоток |
| ---------------- | -------------- | -------- |
| болгари          | 7              | 58,3%    |
| турки            | 5              | 41,7%    |
| цигани           | 0              | 0%       |
| інша             | 0              | 0%       |
| не визначились   | 0              | 0%       |
| Всього відповіли | 12             |          |

Розподіл населення за віком у 2011 році:
Динаміка населення: